# ロレート
ロレート（伊: Loreto）は、イタリア共和国マルケ州アンコーナ県にある、人口約13,000人の基礎自治体（コムーネ）。

## 地理

### 位置・広がり
アンコーナ県のコムーネ。県都・州都アンコーナから南へ24kmの距離にある。

#### 隣接コムーネ
隣接するコムーネは以下の通り。括弧内のMCはマチェラータ県所属を示す。
- カステルフィダルド
- ポルト・レカナーティ (MC)
- レカナーティ (MC)

### 気候分類・地震分類
ロレートにおけるイタリアの気候分類 (it) および度日は、zona D, 1897 GGである。
また、イタリアの地震リスク階級 (it) では、zona 2 (sismicità media) に分類される。

## 行政

### 分離集落
ロレートには、以下の分離集落（フラツィオーネ）がある。
- Villa Musone, Villa Costantina, Stazione, Villa Berghigna, Costabianca, Grotte

## 姉妹都市
- アルトエッティング、ドイツ
- チェンストホヴァ、ポーランド
- ファティマ、ポルトガル
- ナザレ、イスラエル
- マリアツェル、オーストリア